# Казакова, Мадина Муратовна
Мади́на Мура́товна Казако́ва (род. 16 июня 1976 года, Махачкала, СССР) — российская дзюдоистка-паралимпиец, выступающая в весовой категории до 63 килограмм, паралимпийская чемпионка, бронзовый призёр Паралимпийских игр. Заслуженный мастер спорта России среди спортсменов с нарушением зрения.

## Награды
- Орден Дружбы (10 августа 2006 года) — за большой вклад в развитие физической культуры и спорта, высокие спортивные достижения на XII Паралимпийских летних играх 2004 года в городе Афинах (Греция).[2]
- Медаль ордена «За заслуги перед Отечеством» II степени (30 сентября 2009 года) — за большой вклад в развитие физической культуры и спорта, высокие спортивные достижения на XIII Паралимпийских летних играх 2008 года в городе Пекине (Китай).[3]
- Заслуженный мастер спорта России (2004).